# Тяньмэнь
Тяньмэ́нь (кит. упр. 天门, пиньинь Tiānmén) — город субокружного уровня в провинции Хубэй КНР.

## История
В эпоху Вёсен и Осеней на этих землях находилось царство Юнь, впоследствии поглощённое царством Чу. После объединения всех китайских земель под властью империи Цин здесь был образован уезд Цзинлин (竟陵县). Во времена империи Цин из-за практики табу на имена, чтобы избежать употребления сочетания иероглифов «Цзинлин», чьё чтение было созвучно с названием места упокоения императора, правившего под девизом «Канси», в 1726 году уезд был переименован в Тяньмэнь (天门县) по названию расположенной на его территории горы.
После образования КНР в 1949 году был создан Специальный район Цзинчжоу (荆州专区), и уезд вошёл в его состав. В 1970 году Специальный район Цзинчжоу был переименован в округ Цзинчжоу (荆州地区). 
В 1987 году уезд Тяньмэнь был преобразован в городской уезд.
В октябре 1994 году округ Цзинчжоу был преобразован в городской округ; городской уезд Тяньмэнь был при этом выведен из его состава и подчинён напрямую властям провинции Хубэй.

## Административное деление
Городской уезд делится на 3 уличных комитета, 21 посёлков и 1 волость.

## Транспорт
Находится на строящейся  железнодорожной магистрали Шанхай — Ухань — Чэнду, на участке скоростной железной дороги Ухань — Ичан, которая пущена в эксплуатацию в 2012 году.